# Konstantin Gorbatov

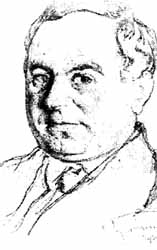
Porträt Gorbatoffs von Isaak Brodski, 1913

Konstantin Iwanowitsch Gorbatov (auch Konstantin Iwanowitsch Gorbatow, russisch Константин Иванович Горбатов; 5. Maijul. / 17. Mai 1876greg. in Stawropol, Russisches Kaiserreich − 24. Mai 1945 in Berlin) war ein russischer Vertreter des Post-Impressionismus und Professor der Petersburger Kunstakademie.

## Leben
Gorbatov wurde im Gouvernement Samara geboren. Von 1896 bis 1903 lebte Gorbatov in Riga und studierte dort Bauingenieurwesen. 1904 übersiedelte er nach Sankt Petersburg, studierte an der Zentralen Lehranstalt für technisches Zeichnen Baron Stieglitz und Architektur an der Russischen Kunstakademie, später dort Malerei. Sein Lehrer dort war der Landschaftsmaler Nikolai Dubowskoi (1859–1918). Er erhielt ein Stipendium und konnte 1912 in Rom und Capri seine Studien fortsetzen. Nach seiner Rückkehr zeigte er seine Arbeiten auf Ausstellungen der Künstlergruppe der Peredwischniki. Er lebte in Moskau und St. Petersburg.
1922, in Folge der Russischen Revolution, entschloss er sich zur Emigration und ließ sich vorerst in Capri nieder. 1926 ging er nach Berlin. Dort schloss er sich einem Circle russischer Emigranten aus intellektuellem Milieu an, darunter waren die Maler Vadim Falileyev, Ivan Myasoyedov und Leonid Pasternak. Während seiner Berliner Zeit reiste er viel. Unter anderem besuchte er 1934 und 1935 Palästina und Syrien, hielt sich oft in Italien auf, insbesondere in Capri und Venedig, reiste nach Finnland und London.
Er konnte sich als bekannter Künstler etablieren, die Galerie Abels in Köln veranstaltete im Mai 1931 eine Ausstellung seiner Werke. Das änderte sich dramatisch nach der NS-Machtübernahme im Jahr 1933. Seine Kunst war nicht mehr gefragt und die Familie verarmte. Nach Ausbruch des Zweiten Weltkriegs durfte er als sowjetischer Staatsbürger das Land nicht mehr verlassen. Er verstarb kurz nach der Eroberung Berlins durch die Sowjets am 12. Mai 1945. Seine Frau verübte kurz danach, am 17. Juni 1945, Selbstmord.

## Werk
Gorbatov war ein post-impressionistischer Maler. Seine Werke werden heute hoch gehandelt und auf Auktionen versteigert. Seine Gouache auf Papier Fischerboote vor der Küste übertraf bei der Versteigerung den Schätzwert um ein Vierfaches. Viele seiner Werke sind auch als Poster oder Kalender zu bekommen.
Gorbatov überließ seinen Nachlass der Russischen Kunstakademie in Leningrad. Diese übergab seine Arbeiten dem Regionalmuseum der Oblast Moskau für Geschichte und Kunst, welches seine Arbeiten seither im Kloster Neu-Jerusalem zeigt.
Am 28. Oktober 2018 wurde eine Folge der Sendung Lieb & Teuer des NDR ausgestrahlt, die von Janin Ullmann moderiert wurde und im Schloss Reinbek gedreht wurde. Darin wurde mit der Gemälde-Expertin Ariane Skora und der Expertin für russische Kunst Olga Sugrobova-Roth ein Ölgemälde von Gorbatov besprochen, das ein spanisches Städtchen zeigt.

## Galerie

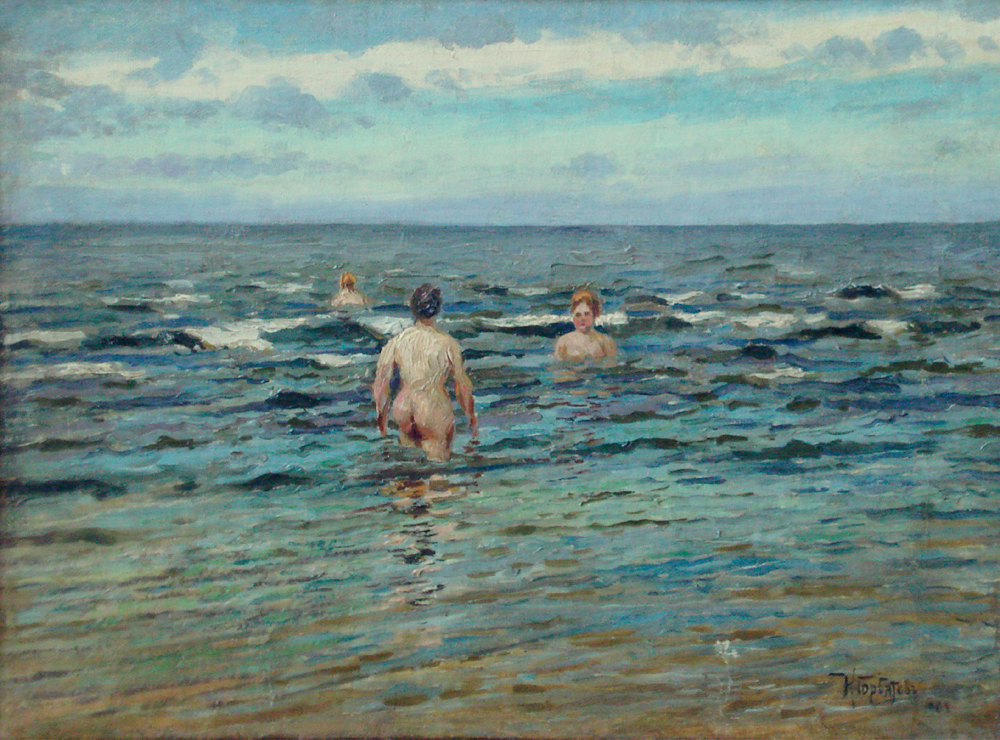
Badende Frauen 1902
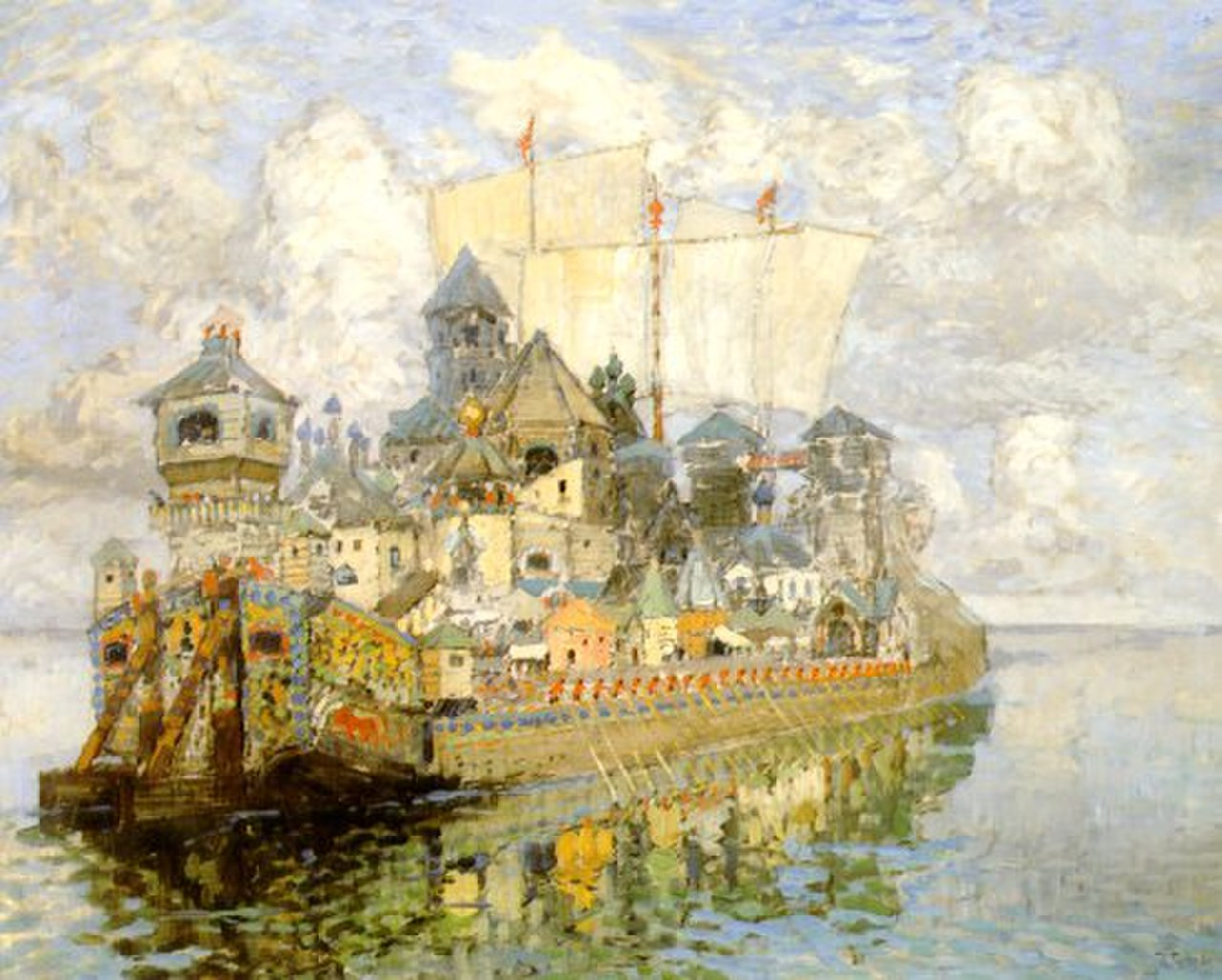
Die unsichtbare Stadt von Kitesch 1913
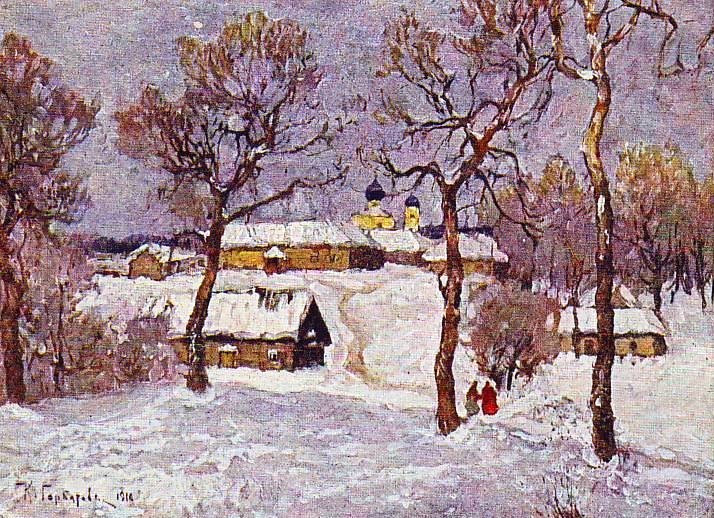
Winter 1914
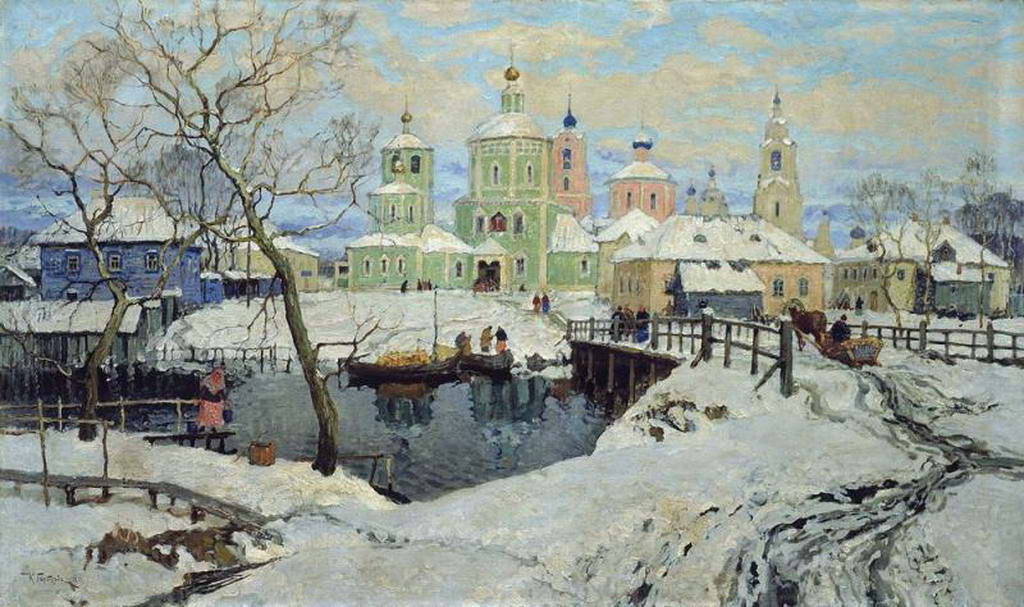
Torschok 1917
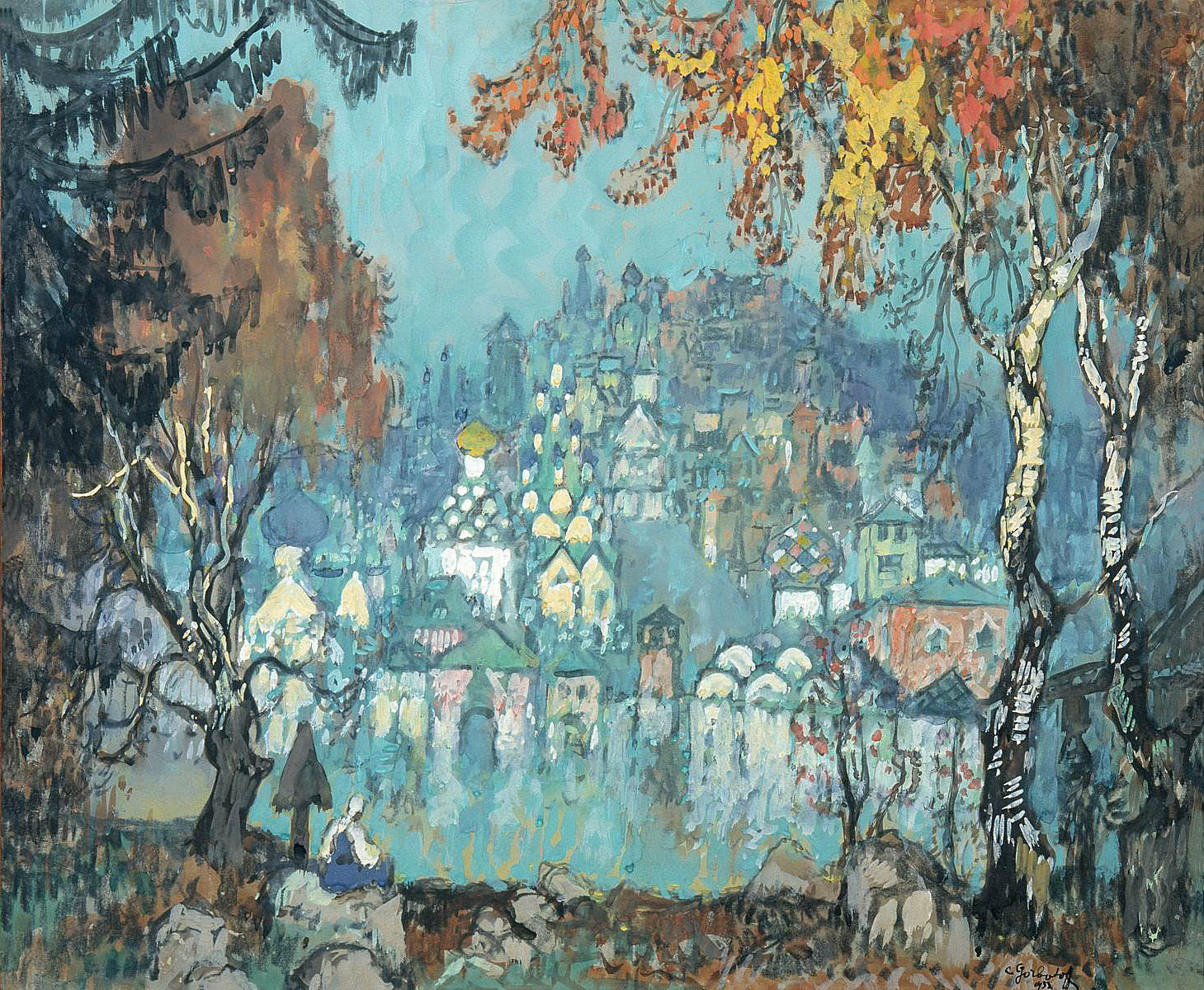
Versunkene Stadt 1933